# Национално знаме на Монако
Националното знаме на Монако представлява правоъгълно платнище с две хоризонтални, еднакви по големина, цветни полета – червено от горе и бяло от долу. Отношението ширина към дължина е 4:5. Държавното знаме на Монако се различава от националното и представлява бяло платнище с герба на Монако и се издига над правителствените сгради.

## История
Знамето на Монако в настоящата си форма е прието на 4 април 1881 г. Червеният и белият цвят, използвани в знамето, са хералдическите цветове на династията Грималди. Между 1297 г. и 1881 г., с изключение на периода от 1793 до 1814, знамето на княжеството е представлявало герба на Монако на бял фон. Съществувала е и друга неофициална форма на знамето, използвана за различни случаи в миналото, състояща се от бели и червени ромбове, която представлява династията Грималди.

## Други знамена
- Неофициално знаме на династията Грималди и Монако
- Знаме на Принц Албер II

## Други подобни знамена
Знамето на Монако е същото като знамето на Индонезия, но се различава единствено по отношението ширина към дължина. Знамето на Полша прилича на знамето на Монако, но цветовете са в обратен ред.
- Знаме на Индонезия
- Знаме на Полша
- Знаме на Сингапур